# Röger-Haken
Der Röger-Haken ist eine technische Vorrichtung, die den Haubennotabwurf bei Segelflugzeugen vereinfachen bzw. ermöglichen soll. Er wurde von Wolf Röger, Professor der FH Aachen, entwickelt und ist mittlerweile in allen neu zugelassenen Flugzeugkonstruktionen mit nach vorn öffnender Haube Vorschrift. 
Bei älteren Maschinen, bei denen der Röger-Haken nicht nachgerüstet werden kann, wird ersatzweise ein ebenfalls von Röger getesteter Federstift eingebaut, der die Haube in ihrer hinteren Position durch eine Art Gelenk fixiert, bis sie sich vorne hebt und über den Piloten wegfliegen kann.
Nach dem Auslösen des Haubennotabwurfes wird die Haube vorne vom Flugzeugrumpf gelöst. Hinten wird durch den Rögerhaken ein Zwangsdrehpunkt erzeugt, über den sich durch den Einfluss des Fahrtwindes die Haube dreht. Hierbei wird die Haube angehoben und über den Rumpf weggeblasen.
Ohne Rögerhaken kann es passieren, dass Hauben vom Flugwind nur um wenige Zentimeter verschoben werden und sich nicht vom Rumpf lösen. Wenn sich die Haube doch löst, kann sie dem Piloten an den Kopf schlagen und ihn ohnmächtig werden lassen.